# 坐标转换

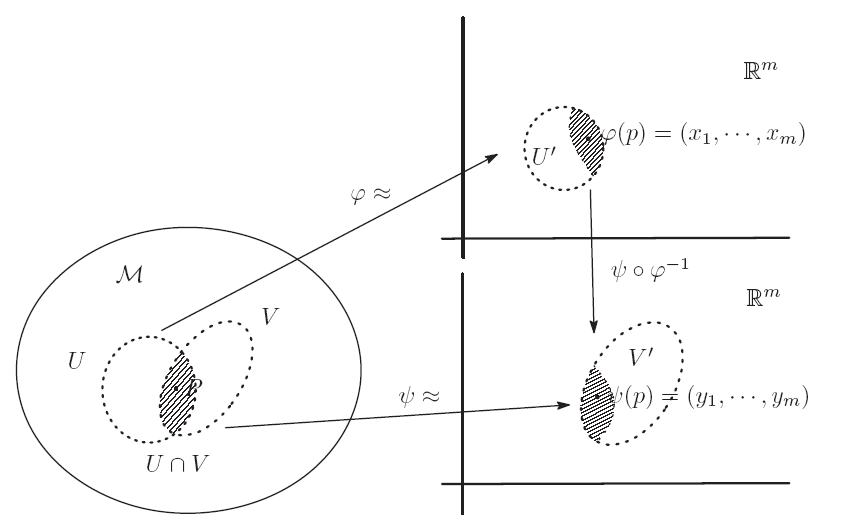
图中以M中两个开集U与V的交集中的点P作为代表来表示其坐标。

坐标转换，是指在一个m维拓扑流形中一个坐标邻域到另一个坐标邻域的坐标的变换。形式上说，m维拓扑流形{\displaystyle {\mathcal {M}}}上两个相交的坐标邻域{\displaystyle (U,\varphi ),(V,\psi )}，同胚映射{\displaystyle \psi \cdot \varphi ^{-1}:\varphi (U\cap V)\rightarrow \psi (U\cap V)}被称为是{\displaystyle (U,\varphi )}到{\displaystyle (V,\psi )}的坐标转换。